# Присилни рад у Совјетском Савезу
Присилни рад је био у великој мери коришћен у Совјетском Савезу и могу се разликовати следеће категорије.

## Принудни рад пре Гулага у раној совјетској Русији и Совјетском Савезу
Под бољшевичким режимом, влада је почела да узима права и спроводи нову политику присилног рада која је давала мањи избор радницима не само у погледу њиховог избора да раде, већ и где ће радити. У јулу 1918. руски Устав је увео Обавезну радну службу која је требало да почне одмах. Затим, 1919. године, руски Закон о раду изнео је изузећа као што су старије особе и трудне жене и захтеви обавезног рада да би се укључило да ће радницима бити дат избор да раде у својим занатима, ако је опција била доступна.
Ако опција није била доступна, радници би морали да прихвате рад који је био доступан. Наднице су биле одређене од 1917. од стране Врховног савета народне привреде и радни дан је требало да буде осам сати, али су се радник и послодавац могли договорити око прековременог рада и утврђени су услови за добровољни рад, рад који је обављен. суботом и недељом.  Жене и деца су били изузетак и за њих су били постављени посебни услови. Крајем 1919. и почетком 1920. дошло је до увођења милитаризације рада, коју је промовисао Троцки уз подршку Лењина.

## Совјетски систем Гулага
Гулагови или Главноие Управлениие Лагереј, описани су као радни логори који су били полицијски систем колонија и специјалних насеља. Мит који је окруживао Гулаг био је да ће ови логори присилног рада прековати совјетске грађане који би тада могли постати темељ совјетског друштва. Права функција совјетског Гулага била је експлоатација људских бића, која се дешавала тако што су људи радили до смрти или скоро смрти пре него што су их одбацили.
Приближно 20% затвореника би се сваке године ослобађало из Гулага, али то нису били рехабилитовани криминалци, већ су обично били затвореници који су били преслаби да дуже обављају дужности или су боловали од неизлечивих болести. Врсте затвореника су се кретале од ситних криминалаца до политичких затвореника. Студија совјетских архива из 1993. године открила је да је између 14 и 18 милиона људи било затворено у радним логорима Гулаг од 1929. до 1953. године. Још 10 - 11 милиона људи је било депортовано или су већ били у казненом систему у то време. Нема тачних или званичних архивских података пре 1929.
Казнени систем Гулага био је изолован до тачке у којој је било мало или нимало дозвољене комуникације између различитих логора, а у ширем совјетском друштву није било говора о логорима. Ова институција је била посебно друштво са својом културом и својим правилима. У почетку је било дивље бруталности и смрти, али су касније почели да се нормализују и функционишу као сваки други нормалан друштвени град или град. У већини случајева командант логора би се више понашао као градоначелник града и чак би се залагао за боље услове и повећање залиха за људе под његовом контролом. Према америчкој влади, услови су били смртоносни:
Године 1953, 1954. били су страшни услови у концентрационим логорима. Тешко је објаснити колико је било лоше... Толико лоша храна да сам, када сам дошао у концентрациони логор, видео затворенике који имају само кости и кожу. Сваки дан у нашем концентрационом логору, не сећам се дана када је било мање од 20, 25 људи - мање од 35 - који су умрли од глади.
Различите категорије са Гулаговима: Гулаг систем се састојао од преко 30.000 логора који су подељени у три различите категорије у зависности од броја затвореника у том логору. У великом логору је обично било више од 25.000 затвореника, у логорима средње величине од 5.000 до 25.000, а у најмањим логорима мање од 5.000 затвореника. Ови мали логори су били најбројнији од радних логора. У оквиру казненог система постојали су различити типови логора: затвори, специјални затвори, специјални логори, поправно-радне колоније и логори посебне намене као што су научни затворски институти ( шарашке ), филтрациони логори и логори за ратне заробљенике.
Смрти унутар система Гулага : Сада када су совјетске архиве доступне за проучавање, утврђено је да је било између 15 и 18 милиона људи који су били затворени у Стаљину. Пре овог периода нема поузданих података. Процењује се да је 1,6 милиона умрло у Гулагу, око 800.000 их је убила совјетска тајна полиција, а још милион је умрло током процеса изгнанства након што су пуштени из Гулага.
Званични партијски разлог за Гулаге била је рехабилитација, али то није била права сврха. Затвореници у Гуалговима били су принудни рад који је помогао да се испуне циљеви Петогодишњег плана, као и да се обезбеди радна снага за државне пројекте као што је канал Москва-Волга. Нема сумње да су логори били намењени за смештај криминалаца и неприлагођених људи који су представљали опасност за друштво, али оно за шта су многи људи били криви је што су говорили или чинили погрешну ствар, а затим годинама постали политички затвореници. Стаљин је на ове људе гледао као на непријатеље Партије и желео је да се с њима поступа као с непријатељима.

Установа под називом Гулаг затворена је наредбом МВД број 020 од 25. јануара 1960. године. Наставили су да постоје логори за присилни рад за политичке и криминалне затворенике. Политички затвореници су наставили да се држе у једном од најпознатијих логора Перм-36 све до 1987. године када је затворен.
Присилни рад је био од кључног значаја за Совјетски Савез, а за време индустријализације бољшевици су га сматрали неопходним оруђем, како би ослободили земљу унутрашњих непријатеља, док су у исто време користили тај рад за постизање јаче социјалистичке уније., а та идеја није била другачија током рата.

СССР је спровео низ „радних дисциплинских мера“ због недостатка продуктивности своје радне снаге почетком 1930-их. 1,8 милиона радника осуђено је на 6 месеци принудног рада са четвртином првобитне плате, 3,3 милиона суочено је са санкцијама, а 60 хиљада је затворено због одсуства само 1940. године. Услови совјетских радника погоршали су се у Другом светском рату јер је 1,3 милиона кажњено 1942. године, а по 1 милион је кажњено у наредним 1943. и 1944. уз смањење оброка хране за 25%. Штавише, 460 хиљада је затворено током ових година.

## Пост-ГУЛАГ
Након распуштања ГУЛАГ-а, принудни рад је и даље био облик казне у виду поправних радних логора и поправне радне колоније. ЦИА је 1987. проценила да је 4,5 милиона совјетских грађана било ангажовано на принудном раду, што представља 3% укупне радне снаге, што је повећање у односу на процену из 1977. од 4 милиона.

## Страни принудни рад
У јулу 1937. године, када се чинило да је рат неизбежан, Стаљин је наредио да се Немци уклоне са совјетског тла на основу тога да раде за непријатеља. У наређењу НКВД-а се такође наводи да су немачки радници агенти Гестапоа, послати да саботирају совјетске напоре. Од 68.000 хапшења и 42.000 смртних случајева који су резултирали, само трећина је заправо била немачка; остали су били других националности.
Само месец дана касније, ликвидацију Пољака одобрио је и Политбиро. Године 1938. у Монголији је ухапшено 11.000 људи, већином лама. Многе друге националности су увучене у сличне операције, укључујући, али не искључиво: Летонце, Естонце, Румуне, Грке, Авганистанце и Иранце. Они који су ухапшени су или стрељани или смештени у систем принудног рада. Американци који су дошли у Совјетски Савез тражећи посао током Велике депресије нашли су се да моле америчку амбасаду за пасоше како би се могли вратити у своју домовину. Амбасада је одбила да изда нове пасоше и емигранти су ухапшени и послани у затворе, логоре Гулаг или погубљени.

Систем логора УПВ, одвојен од Гулага, основан је 1939. да би се за рад користили ратни заробљеници и страни цивили.  На крају је укључивао неколико стотина логора и хиљаде помоћних логора у којима су током година рада били милиони страних затвореника. Логори нису били једнообразни у начину на који су третирали и обезбеђивали затворенике, али су, генерално, услови били тешки и могли су бити смртоносни. Радни дани су обично трајали 10-14 сати, а кампови су често били обележени несигурним радним условима, недостатком хране и одеће и ограниченим приступом медицинској нези.
Совјетски Савез није потписао Женевске конвенције и стога није био обавезан да се придржава својих одредби које се тичу ратних заробљеника. Совјетски Савез је задржао ратне заробљенике након што су друге земље ослободиле своје затворенике, тек након Стаљинове смрти 1953. године. Преостали затвореници су пуштени 1956. да би изградили дипломатске односе са Западном Немачком.